# Ostrov dravců
Ostrov dravců je kniha, obsahující společné české vydání dvou vědeckofantastických románů pro mládež, Jiná země (1972, Une Autre Terre) a Ostrov dravců (1973, L'Île aux Enragés), které napsal francouzský spisovatel Pierre Pelot. Toto společné vydání vyšlo v překladu Gustava Francla v nakladatelství Albatros roku 1983 jako 160. svazek edice Knihy odvahy a dobrodružství.
Romány na sebe navazují, odehrávají se na počátku 32. století a spojuje je postava Ariana Daye. Jejich hlavní myšlenkou je varování před zneužitím vědeckých poznatků.

## Obsah románů

### Jiná země
Román má dvě dějové linie, které se na konci spojí. V první z nich se seznamujeme s Arianem Dayem, jedním z lidí utlačovaných obludnou společností Říše pozemské galaxie. Té vládne Elita, která od narození usměrňuje životy lidí k předem určenému cíli bez ohledu na vrozené vlastnosti a zbavuje je svobodné vůle.
Arian je vybaven falešnými doklady od Výboru podzemní organizace Psanců, s jejichž pomocí pronikne do města Gardisu na bývalém kontinentu Amerika, kde se stane zaměstnancem Ústředny pro biologické a exobiologické vyzbrojení. Má za úkol zničit sto tisíc zárodků budoucích vojáků určených pro galaktickou válku s vysoce vyspělou humanoidní civilizací označující se jako H2.
Arianovi se úkol podaří a zárodky věčně mladých lidských robotů, imunních proti radioaktivnímu záření a netečných vůči možnostem násilné smrti, zničit. Je přitom zajat, ale členové Elity, kteří stojí na straně Psanců, jej osvobodí. Od nich se dozví, že je vybrán pro další úkol. S mužem jménem Corian, který se díky neznámé síle objevil na Zemi z paralelního světa, se má do tohoto světa vypravit a v zemi zvané Lyra najít pro omezený počet lidí nové místo k životu a umožnit jim tak přežit galaktickou válku, která nevyhnutelně skončí zánikem lidstva. Pro větší úspěšnost mise se Arian podrobí biochemické kůře, která mu zajišťuje fyzickou i psychickou dlouhověkost.
Při přenosu do paralelního světa sice Corianova loď s oběma muži zmizí, ale pak se nečekaně objeví mrtvý Corian. Z hlasového záznamu, který svírá v ruce, se Povstalci dozvědí, že Arian je skutečně v paralelním světě a naživu, ovšem velmi daleko od cíle své cesty. Dozvědí se také, že Corian je bytost nejen z paralelní Země, ale dokonce z jiné galaxie z planety Ragam. Její obyvatelé se rozhodli Zemi kolonizovat a Corian patřil k těm, kteří se postavili na stranu pozemšťanů. Když válku prohráli, musel Corian prchnout a na útěku pak došlo k podivné nehodě, která jej vrhla do paralelního světa. Protože by Arianovi při jeho poslání jen škodil, rozhodl se neodletět, a to ho stálo život. 
V druhé dějové linii se v horách země Oro u jezerních lidí probouzí po osmdesáti osmi letech trvajícím spánku muž, který si vůbec nic nepamatuje. Jezerní lidé jej nazývají Kirža, což znamená bůh. Zjevil se prý nečekaně ve stříbrné lodi, které se však zmocnili psí lidé. Ti s jezerním lidem bojovali a s pomocí bytostí v zářících nebeských vozech, je vyhnali do hor. Od té doby psí lidé hory střeží. Kirža se rozhodne jezerním lidem pomoci a zároveň tak získat svou loď, o které je přesvědčen, že mu pomůže vrátit paměť. Povede se mu usmířit jezerní lidi se strážci hor, kteří nejsou se svým osudem spokojeni, protože jejich páni si příjemně žijí u jezer. Společně se jim podaří jezerní město dobýt.
Kirža objeví svou loď a s pomocí záznamů, které v ní nalezne, si vzpomene, že se jmenuje Arian Day. Uvědomí si, že jeho mise skončila neúspěšně, protože během jeho osmdesát osm let trvajícího spánku jistě došlo ke galaktické válce a Země byla zničena.
Legendy říkají, že Kirža nějaký čas žil v městě u jezera. Jednoho dne se rozloučil a odešel. Odjel sám na svém velkém plavém jezdeckém psu.

### Ostrov dravců
V jedné rybářské vesničce se objeví tajemný muž na jezdeckém psovi a chce se dostat na prokletý ostrov Černý Hig, protože na něm prý měli základnu bozi, kteří sestoupili z nebe v zářících vozech. Cizinec se podle vlastních slov jmenuje Arian Day, přichází ze země Oro a je na cestě do země Lyra. 
Arianovi se podaří přemluvit jednoho rybáře, aby jej k ostrovu dovezl. Ten to nejprve nechce za žádnou cenu udělat, protože se z ostrova doposud nikdo nevrátil. Nakonec se nechá přemluvit, když zjistí, že Arian má schopnosti bohů, protože vlastní dezintegrační zbraň. Dopraví Ariana na ostrov, který je obklopen spoustou vraků. 
Na ostrově Adriana napadne skupina nahých mužů, jejichž tělo je pokryto neuvěřitelně hustým porostem chlupů a kteří mají na rukou drápy. Pokusí se před nimi uprchnout na vrchol příkré skály, a když už je téměř u konce svých sil, kdosi mu podá ruku a pomůže mu nahoru. Je to ragamský muž jménem Gel. Narodil se již v Lyře, chtěl by se vrátit na rodnou planetu své rasy, ale nemá k tomu potřebné technické prostředky. Na Černý Hig se vydal v domnění, že zde najde potřebné přístroje pro návrat. Přepadli jej však místní divoši, kterým říká Dravci. Život mu zachránil námořník Duon, jediný dosud žijící svědek výsadku čtyř set námořníků na ostrově před padesáti lety, který Dravci téměř celý vybili. 
Protože má Arian dezintegrační zbraň, odváží se všichni tři cesty k údajnému ragamskému skladišti, o kterém Gelovi pověděl jeden již dávno mrtvý námořník. Zpočátku najdou jen ruiny nějaké vesnice původních obyvatel. Za neustálého boje s Dravci pak ale objeví obrovskou kamennou krychli, jejíž přední viditelná stěna je šikmo proťata širokým schodištěm, končícím uprostřed horní plošiny. Proniknou dovnitř a objeví ragamské zbraně, které jim umožní dostat se na pobřeží k vrakům, najít použitelnou loď a odplout. 
Odhalí také tajemství původu Dravců. V krychli totiž najdou i bomby s plynem, který zničí během několika sekund určité partie systému ribonukleové kyseliny v buňkách, takže lidé, kteří plyn vdechnou, ztrácejí paměť, svědomí, individuální i kolektivní pocit lidské existence. Již si neuvědomují, že jsou lidmi. Stanou se z nich Dravci. A to se zřejmě přihodilo původním obyvatelům ostrova, kteří našli skladiště a bomby otevřeli.
Duon se vrací do rybářské vesničky a Arian s Gelem se vydají do Lyry, kde Arian doufá, že najde loď, která mu umožní přenést se na jeho Zemi.